# ヴィルヘルム1世 (ユーリヒ公)
ヴィルヘルム1世（Wilhelm I., 1299年ごろ - 1361年2月26日）は、ユーリヒ伯（5世、在位：1328年 - 1336年）、ユーリヒ辺境伯（1世、在位：1336年 - 1356年）およびユーリヒ公（1世、在位：1356年 - 1361年）。

## 生涯
ヴィルヘルムはユーリヒ伯ゲルハルト5世とアールスホット領主ジョフロワ・ド・ブラバンの娘エリーザベトの息子である。1328年に父の跡を継いでユーリヒ伯となった。弟ヴァルラムは1332年にケルン大司教となり、かつて対立していたケルン大司教とユーリヒ伯が同盟を結ぶこととなった。その後ヴィルヘルムらはフランスから離れ神聖ローマ皇帝ルートヴィヒ4世を支持し、皇帝は1336年にヴィルヘルムを辺境伯と帝国諸侯に昇格させた。ルートヴィヒ4世の死後、ヴィルヘルムはカール4世の陣営に移った。1340年、ヴィルヘルムはエドワード3世によりケンブリッジ伯に叙せられた。長男ゲルハルトの結婚により、ラーヴェンスベルク（1346年）およびベルク（1348年）に攻撃を受けた。息子たちもユーリヒ騎士らの反乱に加わった。ヴィルヘルムは1349年に捕らえられたが、他国からの圧力を受けて1351年に釈放された。1356年に彼は公爵とされた。1361年にヴィルヘルムが死去した後、ユーリヒ公位は次男ヴィルヘルム2世が継承した。長男ゲルハルトはベルク公領およびラーヴェンスベルク伯領を支配した。1423年に孫のライナルトが亡くなった後、ユーリヒ公領とベルク公領、そしてラーヴェンスベルク伯領は、ベルク公系のひ孫アドルフのもとで統一された。1374年に死去した妃ジャンヌ同様、ヴィルヘルムはニデッゲンに埋葬された。

## 子女
1324年にエノー伯ギヨーム1世の娘ジャンヌと結婚し、以下の6子が生まれた。
- ゲルハルト（1325年頃 - 1360年） - ベルク伯
- ヴィルヘルム2世（1325年頃 - 1393年） - ユーリヒ公
- リヒャルディス（1381年没） - 1355年以前にマルク伯エンゲルベルト3世と結婚
- フィリッパ（1390年没） - 1357年にローン伯・ハインスベルク領主ゴットフリート3世（1395年没）と結婚
- ヨハンナ（1367年2月21日以前没） - 1352年にヴィード伯ヴィルヘルム1世・フォン・イーゼンブルク（1383年没）と結婚
- イザベラ（1411年没） - 3代ケント伯ジョンと結婚